# Marius Tomozei
Marius Tomozei (sinh ngày 9 tháng 9 năm 1990) là một cầu thủ bóng đá người România thi đấu ở vị trí hậu vệ cho Dunărea Călărași.